# Kompleks startowy ELS
ELS (skrót od fr. Ensemble de Lancement Soyouz) – kompleks startowy w Gujańskim Centrum Kosmicznym (Kourou, Gujana Francuska) przeznaczony dla rakiet Sojuz ST, będących modyfikacjami rosyjskich rakiet Sojuz 2 zdolnymi do startów z tego kosmodromu.

## Sojuz w Gujanie
Budowa kompleksu miała charakter techniczno-ekonomiczny. Port kosmiczny w Gujanie leży blisko równika, dzięki czemu nośność wystrzeliwanych stąd rakiet znacznie wzrasta. Rakieta Sojuz 2 wystrzelona z kosmodromu Bajkonur w Kazachstanie może wynieść na orbitę transferową do geostacjonarnej (GTO) ładunek o masie do 1,7 tony. Ta sama rakieta wystrzelona z Gujany umieszcza na GTO prawie trzy tony.
Aby umożliwić start rakiety z Gujany, wybudowano nowe stanowisko startowe, oddalone o 18 kilometrów od stanowiska rakiet Ariane i Vega. Jest to niemal dokładna kopia stanowiska startowego z Kazachstanu – łącznie z linią kolejową łączącą hangar montażu rakiety ze stanowiskiem, które znajduje się w centrum strefy bezpieczeństwa przeznaczonej dla rosyjskich techników.
Kompleks składa się z:
1. Wyrzutni, na której jest umieszczana rakieta
2. Hali montażowej rakiety, połączonej z wyrzutnią torowiskiem
3. Ruchomej wieży serwisowej, która pozwala na instalację ładunku na rakiecie w pozycji pionowej, a nie poziomej jak w kosmodromach rosyjskich.

Ramiona wyrzutni przytrzymujące rakietę w fazie odliczania są w przeciwieństwie do rosyjskich odpowiedników unieruchomione, a nie rozłożone na obrotowej podstawie. Sojuz ST (w przeciwieństwie do innych rakiet pochodzących od pocisku R7 Semiorka) potrafił sam ustawić azymut startu.

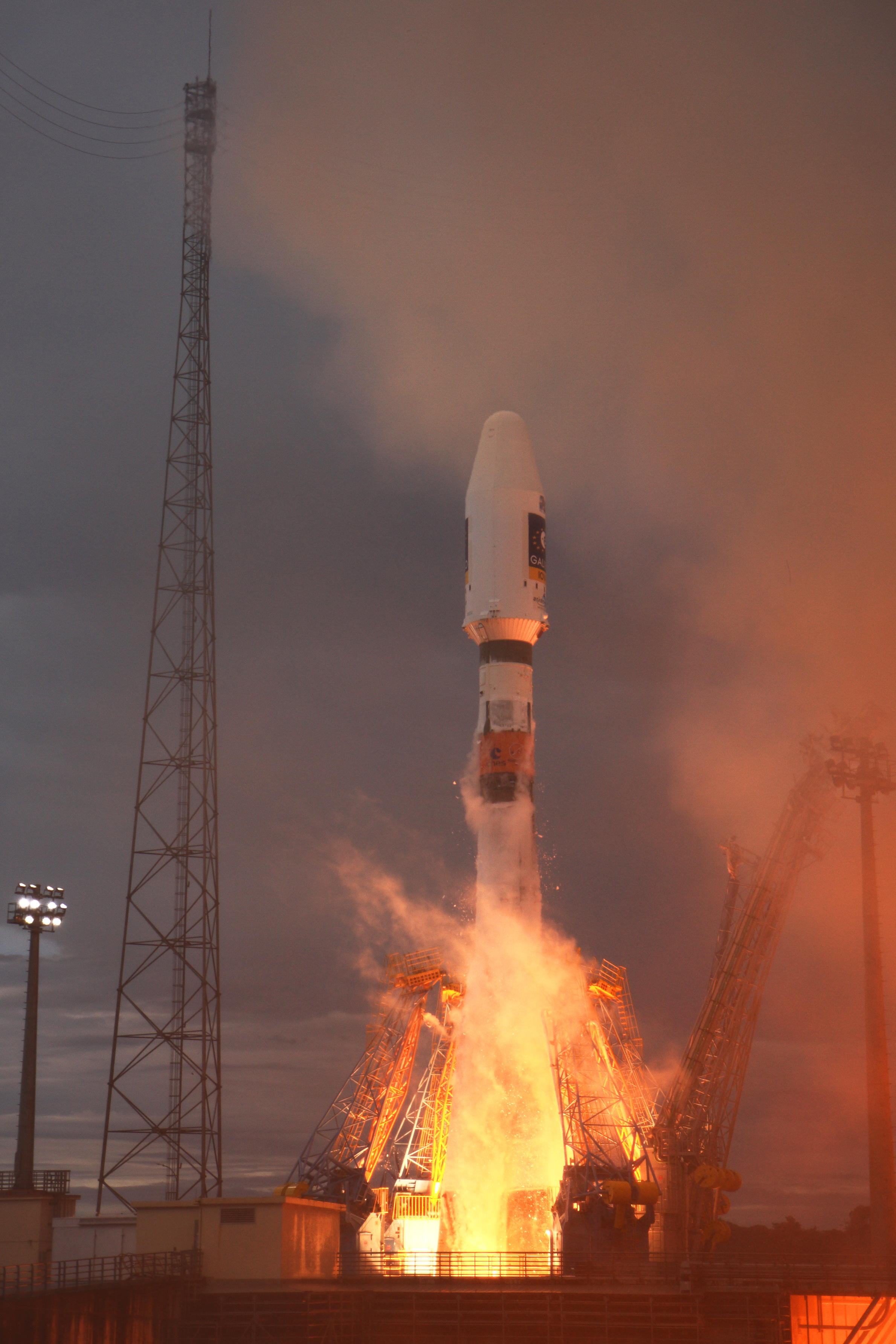
Pierwszy start

Start był kilkakrotnie przesuwany, pierwotnie planowano go na 2009. Pierwszy start z ELS nastąpił 21 października 2011. Na pokładzie rakiety znajdowały się dwa próbne satelity systemu nawigacyjnego Galileo. Zostały one użyte do testowania całego systemu — infrastruktury naziemnej, stacji sterowania i segmentu użytkownika.

## Przyszłość
Przyszłość wspólnego przedsięwzięcia nie jest pewna. Do tej pory (2021) wystartowało siedemnaście rakiet. Istotną rolę odgrywają kwestie polityczne. Jednoznaczna ocena perspektywy tej inicjatywy nie jest możliwa. Zaplanowane są kolejne cztery loty Sojuza: po dwa w 2021 i 2022.